# Auroraprogrammet

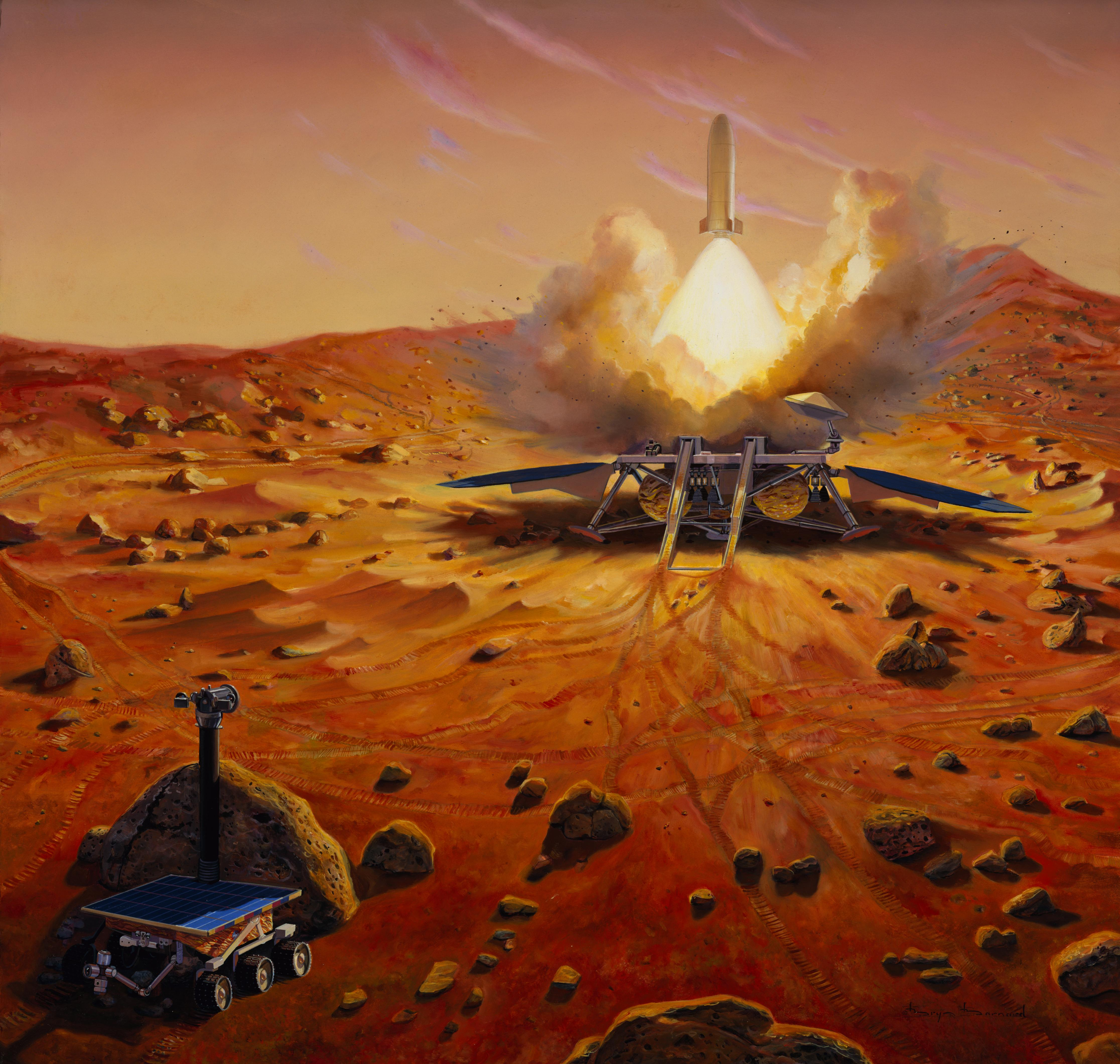
Mars Sample Return

Auroraprogrammet var ett ESA-långtidsprogram som etablerades 2001 med syfte att med bemannad och obemannad rymdfart utforska solsystemet, speciellt månen och planeten Mars. Ett av målen var att ha en bemannad rymdfärd till planeten Mars senast 2030.